# Nosiči vody
Nosiči vody je sportovně zaměřený podcast z dílny Seznam Zpráv. Zabývá se českým i světovým fotbalem; příběhům, výkonům, aférám a zákulisí. Moderátory pořadu jsou Jaromír Bosák, Luděk Mádl a Karel Tvaroh. První díl měl premiéru 11. ledna 2022.
Vznikl jako nový sportovní podcast Seznamu poté, co byl jeho předchůdce Angličan zrušen kvůli propuštění své hlavní tváře, moderátora Jiřího Hoška ze Seznam Zpráv pro sexuální obtěžování kolegyň.

## Seznam dílů
| # | Název                                                                       | Účinkující          | Stopáž | Vydáno         |
| - | --------------------------------------------------------------------------- | ------------------- | ------ | -------------- |

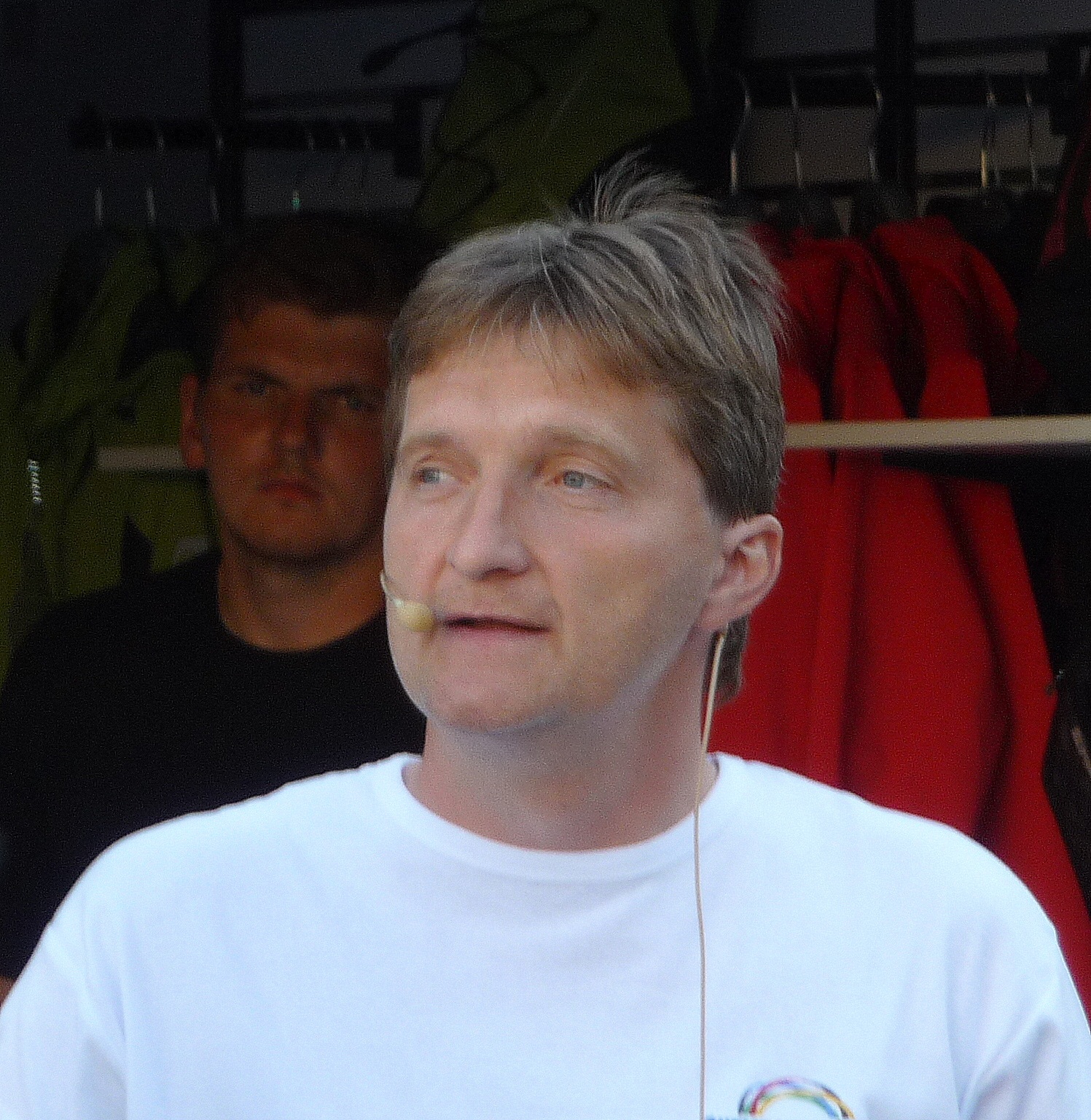
Jaromír Bosák, jeden z moderátorů podcastu

| 1 | Křetínský, Schick… Ale proč patří mezi nejvlivnější ve fotbale i Bradáčová? | Bosák, Mádl, Tvaroh | 55 min | 11. ledna 2022 |
| 2 | Pražská S posilují, Kuchta se v Moskvě zapotí a v Plzni došla munice        | Bosák, Mádl, Tvaroh | 48 min | 18. ledna 2022 |